# 고즈키 가게마사
고즈키 가게마사(上月景正, 1940년 11월 12일)는 일본의 엔터테인먼트 회사인 코나미(Konami)의 창립자이자 회장인 일본의 산업가이다. '고즈키 가즈'라는 이름으로도 알려져 있다.

## 경력
고즈키 가게마사는 1969년에 코나미산업(Konami Industry Co., Ltd.)을 설립했다. 이 회사는 1973년에 아케이드용 오락기를 제조하기 시작했다.